# Adam Dobrowolski
Adam Dobrowolski ps. „Adamski”, „Kowalski”, „Sawicki” (ur. 17 grudnia 1903 w Nadbrzeziu, zm. 9 kwietnia 1981 w Krakowie) – porucznik czasu wojny, doktor prawa, sędzia.

## Życiorys
W 1922 ukończył Gimnazjum im. Jana Sobieskiego w Krakowie, a następnie w 1926 studiował na Wydziale Prawa Uniwersytetu Jagiellońskiego i w Wyższej Szkole Nauk Politycznych w Krakowie. Otrzymał w 1933 dyplom doktora praw na UJ. W latach 1926–1930 odbył aplikację sądową po której był asesorem, a następnie sędzią grodzkim w Krzeszowicach. Był adwokatem w Krakowie od 1933. Od grudnia 1939 działał w konspiracji w Związku Odrodzenia Rzeczypospolitej (ZOR) w którym był członkiem Komendy Okręgu w Krakowie i kierował tam kolportażem wydawnictw ZOR. 1 maja 1940 został aresztowany i więziony na Montelupich w Krakowie, a później w więzieniu w Tarnowie i w obozie koncentracyjnym w Oświęcimiu (numer obozowy 587). 14 czerwca 1941 został zwolniony z Oświęcimia i powrócił do Krakowa. 5 lutego 1942 Niemcy skreślili go z listy adwokatów. 20 czerwca 1942 był ponownie aresztowany i osadzony na Montelupich. 20 listopada 1942 został zwolniony i wówczas przeniósł się do Warszawy. Otrzymał tam stanowisko wicedyrektora Wydziału Przemysłowego Zarządu Miejskiego. Czynnie uczestniczył w Wydziale Informacji BIP-u KG AK oraz kierownictwie Związku Wolnej Polski. Był mianowany podporucznikiem czasu wojny. Dowódca placówki informacyjno-radiowej „Kowal” w czasie powstania warszawskiego, a po jej zbombardowaniu członek personelu placówki „Anna”. Po upadku powstania był zastępcą szefa BIP-u KG AK od października 1944 do stycznia 1945.
Po wojnie prowadził praktykę adwokacką w Krakowie, czasowo również w Katowicach i Opolu. Zmarł w Krakowie 9 kwietnia 1981.
Odznaczony Krzyżem Walecznych (2 października 1944), Złotym Krzyżem Zasługi z Mieczami (1 stycznia 1945) oraz Srebrnym Krzyżem Zasługi z Mieczami.